# レアンコイリア
レアンコイリア（Leanchoilia）は、約5億年前のカンブリア紀に生息したメガケイラ類の化石節足動物の1属。横に広い体と糸に似た大付属肢をもつレアンコイリア科の中で最も多様化した属であり、カナダ、アメリアと中国から複数の種が発見される。

## 名称
学名「Leanchoilia」は、ヨーホー国立公園のカナダ太平洋鉄道にある廃駅「Leanchoil station」に因んでいる。

## 形態

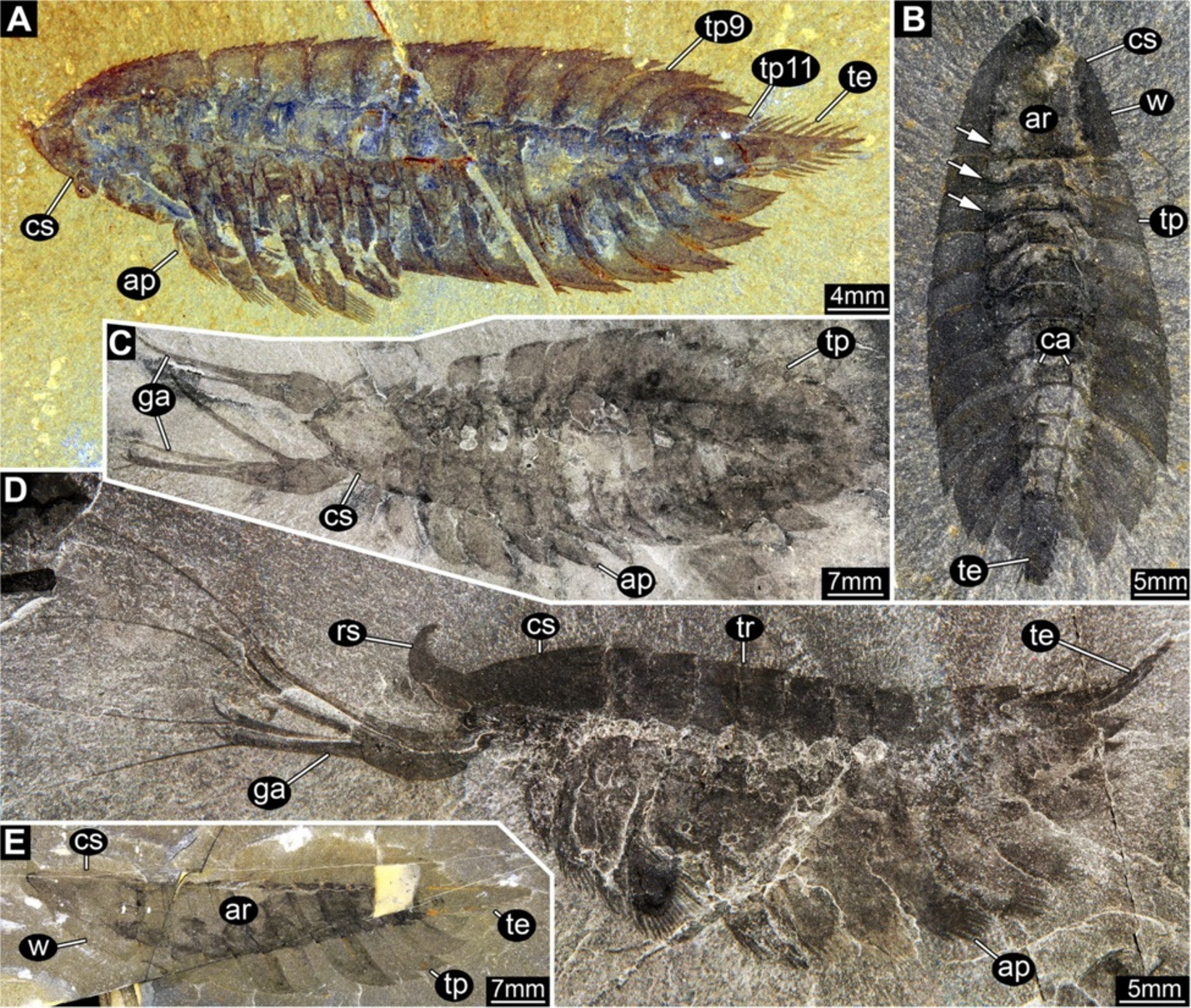
L. superlata の化石
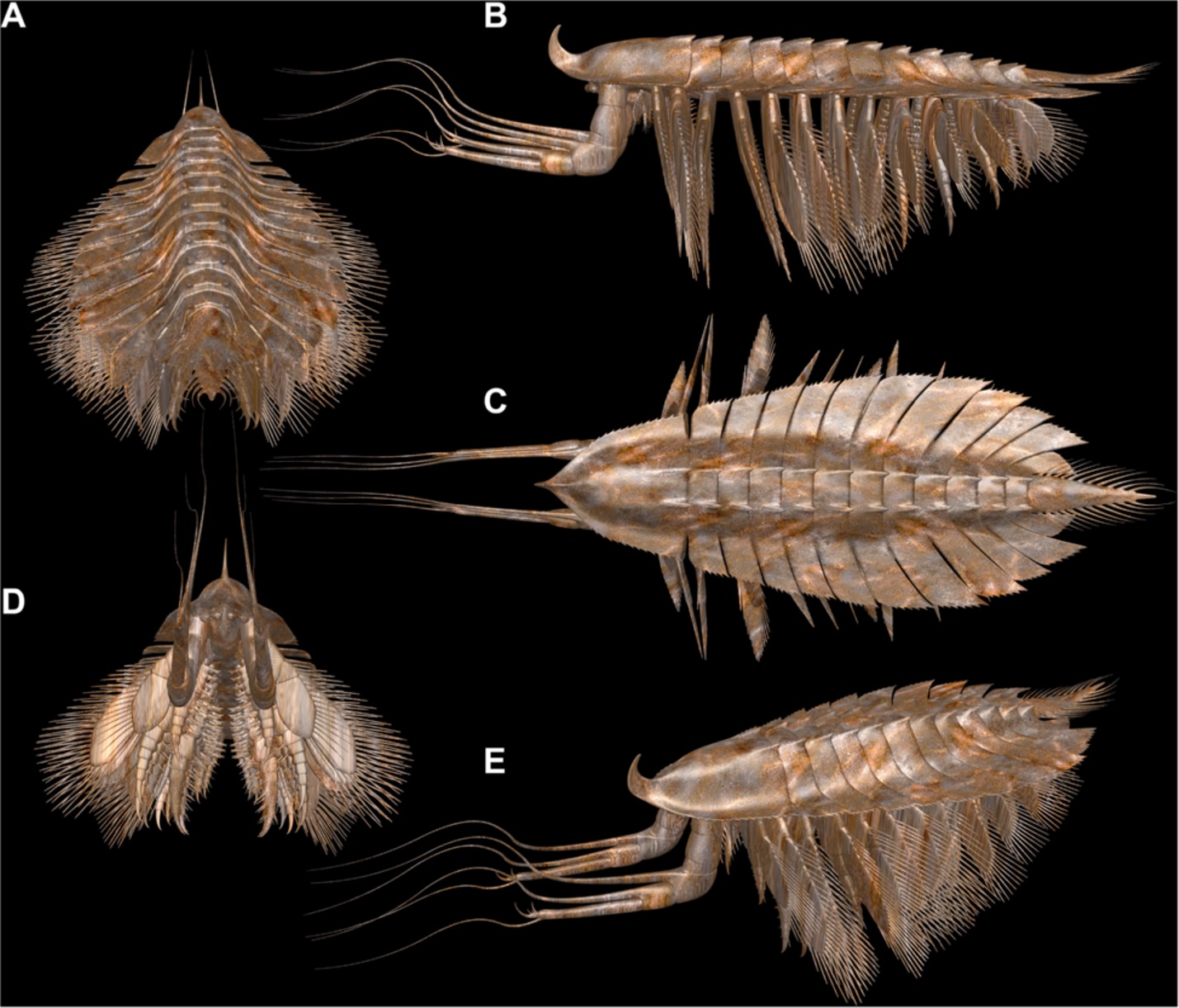
L. superlata の復元CG

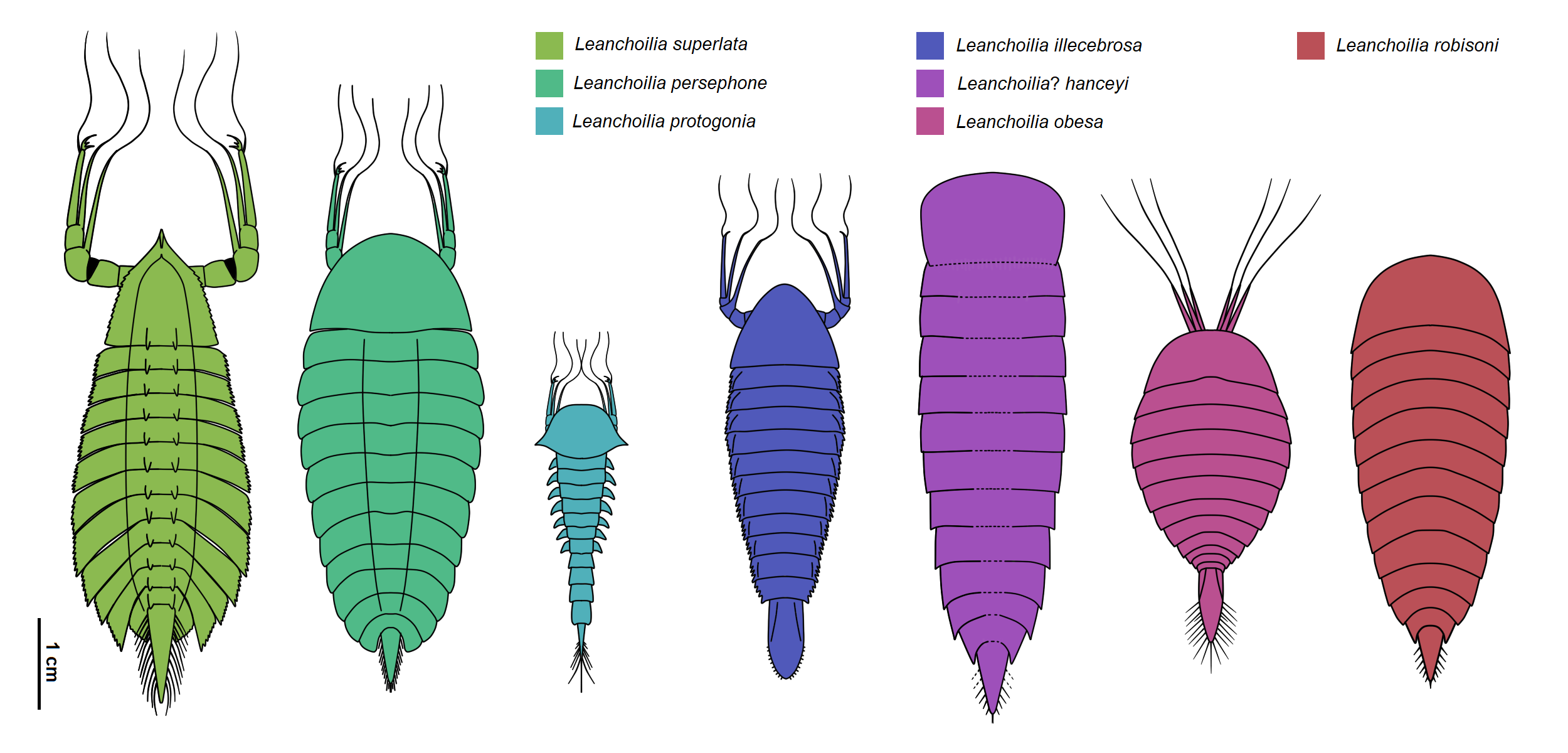
各種のレアンコイリアのサイズ比較図

最大のものは体長約7cmに及ぶ。体は上下に扁平で横幅が広く、頭部（head, cephalon）と11節の胴部（trunk）に分かれる。同じくレアンコイリア科のアラルコメネウス、ヤウニクと Oestokerkus に共通する特徴が多いが、主に尾節の尖った細い形によって同科の別属から区別される。

### 頭部

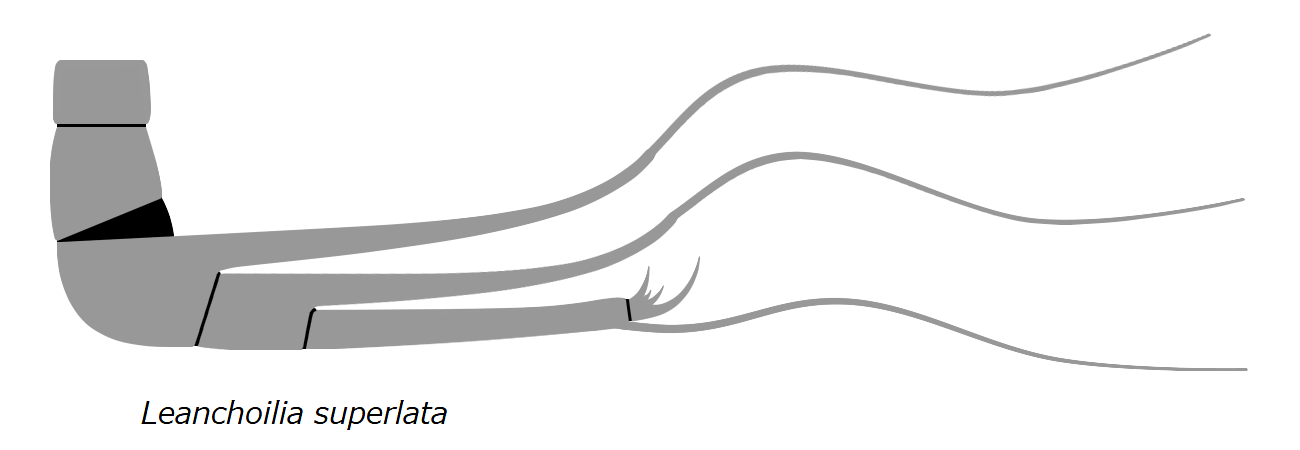
Leanchoilia superlata の大付属肢

頭部は1枚の幅広い背甲（carapace）に覆われ、先端は丸みを帯びる、もしくは1本の額角（rostrum）に尖る。先頭の腹側は横に並んだ2対の眼があり、その後ろに1枚のハイポストーマ（hypostome）、および1対の大付属肢（great appendages）と3対の二叉型付属肢という計4対の関節肢が配置される。
ハイポストーマはしずく型で眼・大付属肢・第1対のニ叉型付属肢の間に配置され、口はその後端に開くと思われる。
頑丈な大付属肢は柄部に当たる2節と指のような3節からなる。指のような肢節のそれぞれの先端は他のレアンコイリア科の種類と同様、無数の環節に分かれ、長い糸のような鞭毛（flagellum）をもつ。3番目の鞭毛の付け根には集約した短い爪があり、これは退化的な最終肢節と考えられる。L. illecebrosa の幼生の場合、3番目の指のような肢節は内側に鋸歯状に並んだ剛毛がある。
残り3対の頭部付属肢は胴部のものにほぼ同形で、後方ほど発達した。少なくとも L. superlata の場合、最初の1対は特化が進み、著しく短縮して残りの2対より発達した棘をもつ。

### 胴部
胴部は横幅が広く、前後でやや幅狭くなり楕円形の輪郭を描く。11節の胴節が含まれ、各胴節は横に大きく張り出した背板（tergite）と1対の付属肢をもつ。胴部の付属肢は二叉型で後方ほど短くなり、基部の原節（basipod）とそこから分岐した内肢（endopod）と外肢（exopod）から構成される。原節は内側に4本の棘でできた顎基（gnathobase）と外側に目立たない葉状の外葉（exites）をもち、基部は内側に数本の筋がある節間膜を介して胴節に連結する。内肢は円錐状で7節から9節に分かれ、各肢節の内側に棘がある。外肢は鰭状で2節に分かれ、縁に発達した剛毛がある。尾節（telson）は細く先端が尖り、縁には剛毛が並んでいる。外肢の第2肢節と内肢の第1肢節は連結していたと考えられる。消化管は第1-7胴節のところに7対の消化腺（中腸腺）が配置される。

## 生態
付属肢と眼の形態やリン酸塩を含んだ消化管の内容物に基づいて、レアンコイリアは海底を泳ぎ、堆積物上の餌を狙う捕食者もしくは腐肉食者であったと考えられる。二叉型付属肢の外肢は剛毛が内肢の先端に届けるほど長く、原節と内肢も歩行に適した形態ではないため、歩行より遊泳（外肢）と捕食（原節と内肢）に向いていたと考えられる。内肢と外肢の屈曲方向は、それぞれの第1肢節と第2肢節の連結部に同調されたと考えられる。感覚用の鞭毛をもつ大付属肢で獲物を捕獲し、ニ叉型付属肢の顎基で餌を粉砕できたと考えられる。L. superlata の場合、ハイポストーマの直後（口の開口部と思われる部分）にあり、短いかつより多くの棘をもつ第1対の二叉型付属肢は、大顎類の小顎のように餌を細かく咀嚼できたと考えられる。発達した消化腺をもつことにより、レアンコイリアは餌を効率よく消化し、栄養を蓄積できたと考えられる。
L. illecebrosa の場合、幼生は成体に比べて体節が少なく、大付属肢の形態も異なることから、レアンコイリアは成長過程で徐々に体節を増やし（増節変態を行い）、幼生と成体のニッチ（生態的地位）は異なっていたと考えられる。

## 分布
メガケイラ類の中で、レアンコイリアは近縁のアラルコメネウスに匹敵するほど広い分布域をもち、カナダブリティッシュコロンビア州のバージェス頁岩（約5億1,000万 - 5億500万年前、バージェス動物群の L. superlata 、L. persephone と L. protogonia ）、中国貴州省の Kaili Formation（L. robisoni 、L. sp.）、雲南省の Maotianshan Shale（約5億1,800万年前、澄江動物群の L. illecebrosa ）と湖北省の Qingjiang biota（Leanchoilia sp.）、アメリカユタ州の Spence Shale（L.? hanceyi と Leanchoilia superlata? ）、Marjum Formation（Leanchoilia? sp. cf. protogonia ）と Wheeler Shale（Leanchoilia cf. L. illecebrosa）という6つの堆積累層から化石標本が発見される。中でも L. superlata と L. illecebrosa はいずれも1,000点以上の化石標本が発見されており、それぞれの発見地における最も普遍な節足動物の1つである。

## 分類
メガケイラ類の中で、レアンコイリア（レアンコイリア属 Leanchoilia）はレアンコイリア科（Leanchoiliidae）の模式属（タイプ属）である。本科に分類されるメガケイラ類はレアンコイリアの他にアラルコメナエウス、ヤウニク、Oestokerkus などが挙げられており、2対の眼・3本の鞭毛をもつ大付属肢・11-12節の幅広い胴部などの特徴が共通する。本属は尾節の尖った細い形によってこれらの属から区別される。また、同科の中で背甲に額角をもつ種類は本属のみに含まれる。

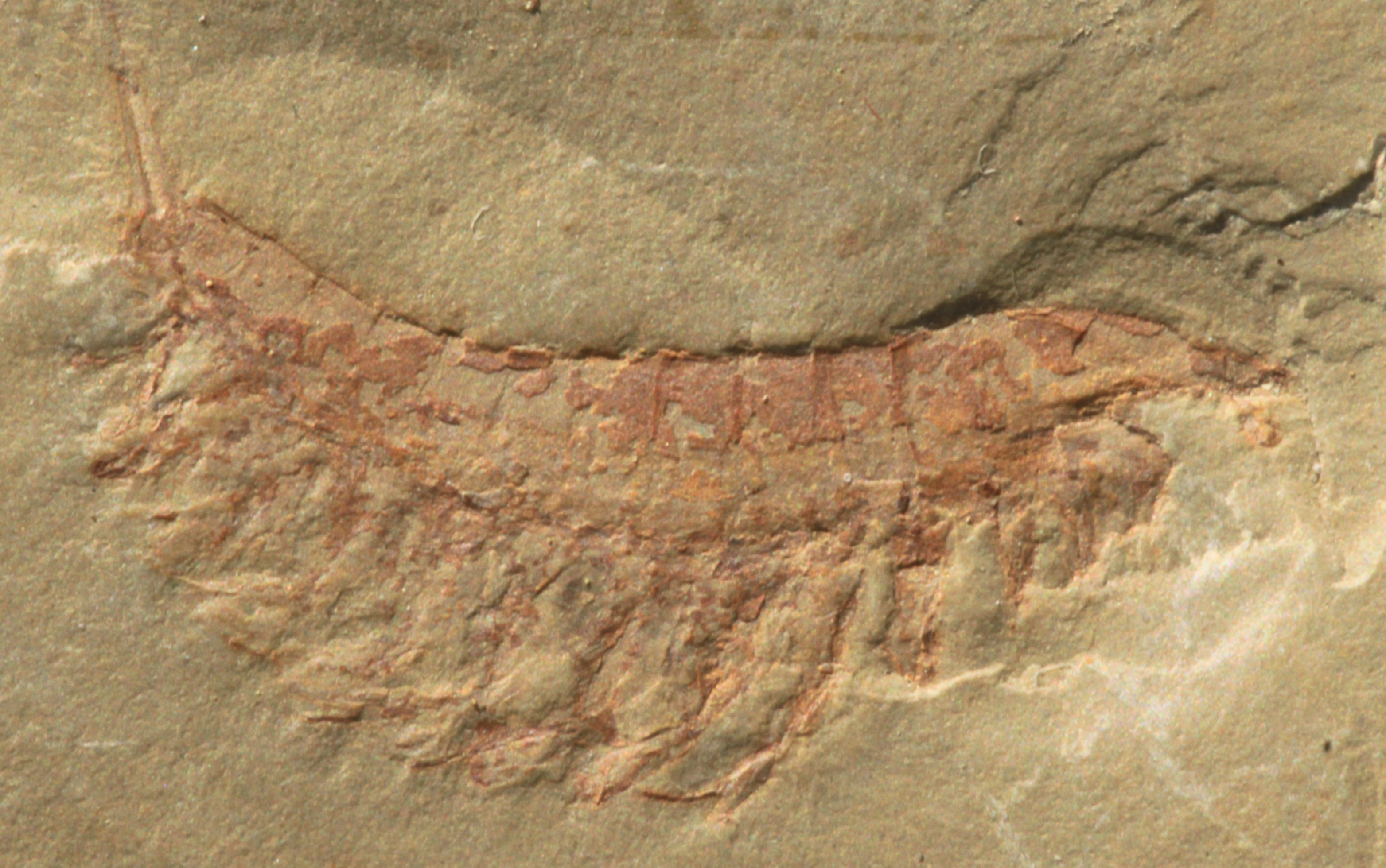
L. illecebrosa の化石

2017年現在、レアンコイリアはメガケイラ類の中で最も多様化した属であり、6種以上が認められ、主に背甲前端（額角の有無と形）と尾節の構造（全体の形と剛毛の配置）で区別される。広く認められる意見ではないが、バージェス動物群の L. superlata と L. persephone は、実は同種由来の性的二形ではないかという見解もある。
- Leanchoilia illecebrosa (Hou, 1987) [5][13]（旧称 Alalcomenaeus? illecebrosus Hou, 1987[4]）

背甲前端の額角は反りあがらない。尾節は後半部から丸みを帯びて、縁の剛毛はとても短く後半部のみに備わる。
- Leanchoilia obesa He, Cong, Liu, Edgecombe & Hou, 2017 [6]

体の輪郭は同属の別種より太く丸く、背甲前端は丸みを帯びて額角はない。尾節は後半部から三角形、縁の剛毛は長く後半部のみに生える。
太い体に因んで、種小名はラテン語で「豊満」を意味する「obesa」による。
- Leanchoilia persephone Simonetta, 1970 [7][14]

背甲前端は丸みを帯びて額角はない。尾節はやや細い三角形、縁の剛毛は全長に備わる。
- Leanchoilia protogonia Simonetta, 1970 [7][22]

尾節はとても細長く、縁の剛毛は先端ほど長く後半部のみに備わる。
- Leanchoilia robisoni Babcock, Zhao & Yang, 2012 [8]

尾節全体は三角形、縁の剛毛は少なくとも後半部に備わる。
- Leanchoilia superlata Walcott, 1912 [3][12]

本属の模式種（タイプ種）。背甲前端の額角は反り上げる。尾節全体は三角形、先端はやや太い棘をもち、縁の剛毛は全長に備わる。
種小名はラテン語で「誇張」を意味する「superlata」による。
- Leanchoilia? hanceyi Briggs & Robison 1984 [9][6]

尾節全体は三角形、縁の剛毛は少なくとも後半部に備わる。